# Церковь Воскресения Христова (Торошковичи)
Церковь Воскресения Христова или Воскресенская церковь — православный храм в селе Торошковичи Лужского района Ленинградской области. Церковь построена в начале XX века.
Является памятником архитектуры регионального значения.

## История и архитектура
Торошковичи — название двух населённых пунктов на правом и левом берегах реки Луги. Правобережные Торошковичи назывались Малыми, левобережные — Большими. В Больших Торошковичах до 1582 года находилась деревянная церковь во имя Воскресения Христова, которая пострадала во время войн Ивана Грозного с Литвой и Польшей. Торошковичи тогда подверглись разорению. В 1690-м году храм восстановили, но спустя время из-за ветхости разобрали. В 1845—1846-х годах её восстановили вновь, но здание сгорело в 1852 году. Заново её отстроили в 1856-м на пожертвования крестьян. Храм был скромных размеров, крестообразный в плане при длине около 15 м, ширине 11 м с высотой около 17 м.
После отмены крепостного права содержание церкви велось силами прихода и при поддержке отдельных жертвователей. По данным на 1884 год, в приходе числилось 613 прихожан мужского пола и 670 — женского. В первых числах июня по всему приходу совершался крестный ход с иконой святого апостола Иоанна Богослова, которую приносили из Череменецкого монастыря. Более скромные крестные ходы были в Ильин день в деревнях Торошковичи-Сенявины и двух Новых Селах, в Петров день — в деревню Горки. Церковное попечительство занималось ремонтом храма, выделяло средства для устройства дома для училища, моста через реку Лугу для сообщения заречных деревень с приходом, помогало деньгами и продуктами беднейшим прихожанам.
К началу XX века деревянная церковь обветшала, купол угрожал обрушиться. По своими размерами она не отвечала обширности прихода и стала тесной. Проект нового каменного храма для был разработан в 1887 году епархиальным архитектором Николаем Никоновым, видным мастером русского стиля конца XIX — начала XX веков, автором Иоанновского женского монастыря в Петербурге, Казанской церкви в Зеленогорске, а также Ново-Афонского монастыря в Абхазии.
К строительству Воскресенской церкви приступили в 1899 году и закончили к 1906-му. Церковь была выстроена из кирпича на гранитном цоколе. В постройке заметно стремление архитектора подчеркнуть «древность корней» нового храма. Архитектор использовал формы, характерные для московско-ярославских храмов XVII века. Для церкви в Торошковичах он избрал тип одноглавого бесстолпного храма с пристроенной шатровой колокольней. В ходе работ Никонов внёс изменения в проект, заменив каменный барабан деревянной конструкцией, что намного уменьшило давление на свод. Храм получился предельно компактным, его членение на основные части выделены только пластикой фасадов. Здание состояло из трёх частей: притвора с колокольней, помещения церкви и алтарной части. Каменный храм поставили к западу от старой деревянной церкви, на возвышенности.
Роспись иконостаса выполнялась в Череменецком Иоанно-Богословском монастыре.
К 1930 году в Торошковичах образована ячейка «Союза воинствующих безбожников». Члены ячейки стали настаивать на закрытии храма. Они направили заявление в Лужский районный исполком с просьбой закрыть церковь, и дать возможность оборудовать в помещении церкви больницу или народный дом. Но часть населения прихода выступила против закрытия храма. Храм в итоге закрыли в 1938-м, организовав внутри школу. Тогда же арестовали священника Воскресенской церкви по фамилии Тресин. В 1939 году в здании церкви открылся клуб для лётчиков. Купола и колокольню разрушили. Сохранилось описание убранства и опись имущества церкви за 1936 год. В храме находился трёхъярусный резной иконостас. Среди икон наиболее ценными были: «Моление о чаше», образ Святой Троицы, образ Пресвятой Богородицы, Илья Пророк, Божия Матерь Феодоровская. Кроме икон, в храме находилось 16 предметов церковного серебра, 7 евангелий, среди которых одно в бронзовом с позолотой окладе, более 100 наименований одежд, подсвечников, лампад, мебели, крестов. Все эти предметы были утеряны. Церковь открыли вновь в годы Великой Отечественной войны, и она действовала до 1964 года.
В 1992 году был создан проект восстановления церкви и начались ремонтно-консервационные работы, которые велись до конца 1994 года, а потом остановлены из-за отсутствия денег. К тому времени в Торошковичах была создана православная религиозная община, устав которой утвердил и подписал митрополит Иоанн. Силами прихода при поддержке некоторых лужских предприятий и местных властей работы по восстановлению церкви возобновились. Приведено в порядок расположенное при церкви старинное кладбище. Часть икон для храма было подарено из Владимирской церкви Санкт-Петербурга.
Службы в храме возобновлены в 2004 году.